# Ryan Keely
Pour les articles homonymes, voir Keelly.
Ryan Keely, née le 2 juillet 1984 à Seattle, est une actrice américaine de films pornographiques.

## Biographie
Ryan Keely tourne principalement des scènes lesbiennes. Elle a été nommée "Pet of the Month" (la fille la plus jolie du mois) de la revue Penthouse en octobre 2009. Elle se produit parfois sous le nom de Maria Menendez.

## Filmographie
Le nom du film est suivi du nom de ses partenaires lors des scènes pornographiques.
- 2007 : Andrew Blake's X
- 2008 : Girls Love Girls 3 avec Eva Angelina
- 2008 : Cum Alone 2
- 2008 : Girlvana 4 avec Dakoda Brookes et Devi Emmerson
- 2009 : Girl Play avec Samantha Ryan
- 2009 : Popporn: The Guide to Making Fuck avec Bobbi Starr
- 2010 : Tales of Twisted Sex avec Briana Blair
- 2010 : Lesbian House Hunters 1 avec Prinzzess
- 2010 : Women Seeking Women 63 avec Zoe Voss
- 2010 : Women Seeking Women 64 avec Samantha Ryan
- 2010 : Lesbian House Hunters 2 avec India Summer
- 2010 : Net Skirts 2.0 avec India Summer
- 2011 : Women Seeking Women 69 avec Jelena Jensen
- 2011 : Life on Top (TV) : Berlin
- 2011 : All Natural: Glamour Solos avec
- 2011 : Women Seeking Women 75 avec Kirsten Price
- 2011 : Hard Working Girls avec Lily Cade
- 2012 : L.A. Lesbians avec Aiden Ashley
- 2012 : Me and My Girlfriend avec Jelena Jensen
- 2012 : Girls Gone Dead : Jessie
- 2012 : Lesbo Pool Party avec Sinn Sage
- 2012 : Lesbian Office Seductions 7 avec Evelyn Lin
- 2012 : I Kiss Girls 2 avec Jelena Jensen
- 2012 : Pennhurst : le fantôme sexy
- 2013 : Who Needs Guys avec Julia Ann
- 2013 : Lesbian Girl on Girl 1 avec Phoenix Marie
- 2013 : Lesbian Babysitters 9 avec Dana Vespoli ; avec Jessie Andrews
- 2013 : Lesbian Analingus 2 avec Alyssa Reece
- 2013 : Girls Kissing Girls 12 avec Jessie Andrews
- 2014 : Women Seeking Women 103 avec Jelena Jensen
- 2014 : Mother's Day 2 (compilation)
- 2014 : Lesbian House Hunters 9 avec Jayden Cole
- 2015 : Peter Pan XXX: An Axel Braun Parody avec Aiden Ashley
- 2016 : Jelena Jensen and Her Girlfriends (compilation)
- 2017 : Kittens and Cougars 12 avec Angel Smalls
- 2018 : Lesbian Seductions: Older/Younger 61 avec Shyla Jennings
- 2018 : Women Seeking Women 152 avec Jenna Foxx
- 2018 : Women Seeking Women 155 avec Jayden Cole
- 2018 : Mother-Daughter Exchange Club 54 avec Jill Kassidy
- 2019 : Mother-Daughter Exchange Club 58 avec Vanna Bardot

## Récompenses et nominations
- 2011 AVN Award nominee – Best All-Girl Couples Sex Scene – Women Seeking Women 63 (avec Zoe Voss)[1]
- 2012 AVN Award nominee - Best Solo Scene - All Natural: Glamour Solos[2]